# Second soulèvement serbe contre les Turcs
Révolution serbe (en)

Miloš Obrenović, chef du second soulèvement serbe contre les Turcs.

Le second soulèvement serbe contre les Turcs eut lieu de 1815 à 1817. Elle est principalement conduite par Miloš Obrenović et s'achève par l’autonomie de la Serbie.

## Contexte
Entre 1804 et 1813, le premier soulèvement serbe contre les Turcs avait réussi à libérer pour un temps le pays de la tutelle de Empire ottoman.
Karageorges avait été l’un des principaux chefs de ce premier soulèvement. Mais, malgré ses efforts pour rallier à sa cause les Serbes d’Autriche et de Bosnie-Herzégovine, les Russes ou même l’empereur Napoléon Ier, la première révolte fut écrasée par les Ottomans en 1813. Un grand nombre des chefs de ce premier soulèvement se réfugia en Autriche.
Miloš Obrenović, qui avait participé à la rébellion, se rendit aux Turcs et reçut d’eux le titre de « prince » (knez).
Stanoje Glavaš se rendit également, mais, suspect aux yeux des Ottomans, il fut arrêté et condamné à mort. Hadzi Prodan Gligorijevic (en) savait que les Turcs allaient l’arrêter lui aussi. C’est pourquoi, dès 1814, il appela à une nouvelle révolte. Mais Miloš Obrenović considéra qu’un tel mouvement était prématuré et il lui refusa son aide. Hadzi Prodan dut s’enfuir en Autriche pour échapper à la mort.
Après cette tentative, les Turcs renforcèrent leur contrôle sur la Serbie. En attisant les sentiments d’hostilité, leur répression ouvrit la voie à une autre révolte.

## Déroulement
Le 24 avril 1815, le conseil national des Serbes, réuni à Takovo, lance l’insurrection. Miloš Obrenović, choisi comme chef, proclame : « Je suis présent, vous êtes présents. Faisons la guerre aux Turcs ». Quand les Ottomans prennent connaissance de ce nouveau soulèvement, ils en condamnent à mort tous les chefs. Les Serbes livrent bataille, notamment à Čačak, Požarevac et Dublje ; et ils finissent par se rendre maîtres du pachalik de Belgrade.

## Conséquences
Durant l'été 1815, s’engagèrent les premières négociations entre Miloš Obrenović et le gouverneur ottoman. Obrenović réussit à obtenir une autonomie partielle de la Serbie et, en 1816, la Sublime Porte reconnut la nouvelle principauté de Serbie. Le nouvel État dut continuer à payer un tribut à l'Empire ottoman ; une garnison turque se maintint à Belgrade jusqu’en 1867. Mais, dans les faits, la Serbie était devenue un État quasiment indépendant.
En 1817, Miloš Obrenović conclut avec le gouverneur turc un accord non écrit. Cet accord mit fin à la seconde révolte serbe contre les Turcs. Miloš Obrenović reçut le titre de Prince de Serbie. La même année, Karageorges fut assassiné sur l'ordre d'Obrenović.
La Serbie acquit son indépendance définitive au traité de Berlin en 1878.

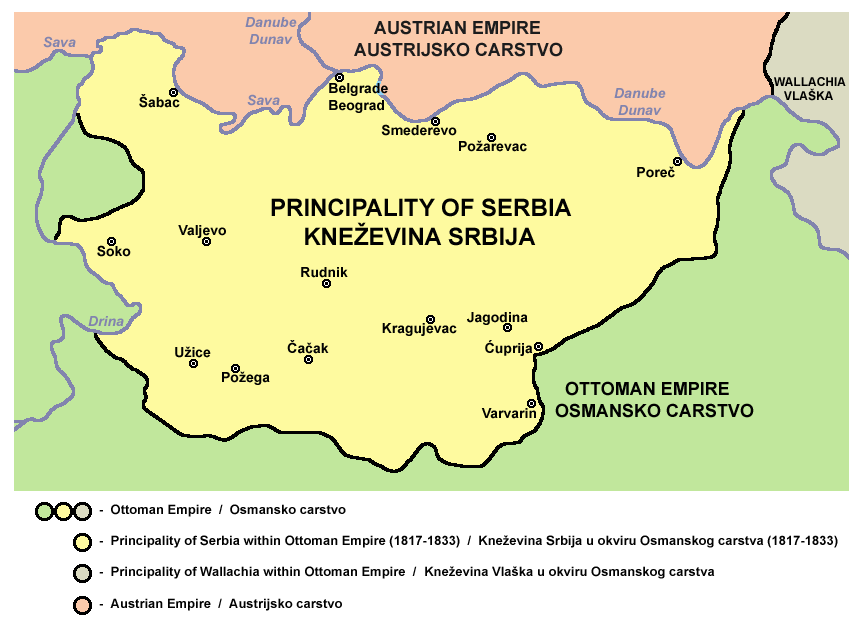
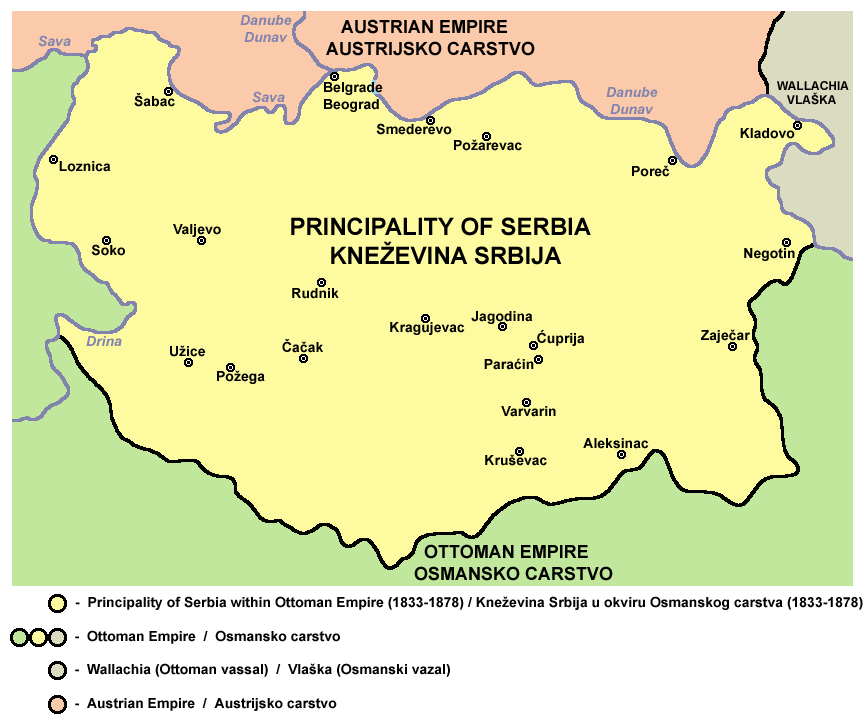